# Диванный активизм
Диванный активизм, или слактивизм (англ. slacktivism, иногда slactivism или slackervism — слово-гибрид, состоящее из слов slacker — бездельник и активизм), — уничижительный термин, описывающий «самоуспокоительные» действия в поддержку того или иного вопроса или решения какой-либо социальной проблемы, имеющие, однако, мало практического эффекта или не имеющего его совсем. Основной результат «диванного активизма» — удовлетворённость самого слактивиста от иллюзии причастности к решению той или иной проблемы. Таким образом, «диванный активист» оказывает поддержку своему эго, а не тем, кто в ней действительно нуждается. Акты слактивизма, как правило, требуют от слактивиста минимальных личных усилий. При этом слактивист исходит из предположения, что эти малозатратные усилия способны заменить более затратные, а не только дополнить их, хотя такое предположение не подтверждается никакими исследованиями.
Многие веб-сайты и новостные платформы интегрировали в свой интерфейс связи с социальными медиаресурсами, такими как Facebook и Twitter, что позволяет пользователям легко «лайкать», «шерить» или «твитить» о том, что интересного они увидели в Интернете. Люди теперь могут выразить обеспокоенность по поводу социальных или политических вопросов не более чем одним щелчком мыши, и возникает вопрос: какова реальная цена этих «лайков», если за ними стоит так мало внимания и усилий.
Слактивистские мероприятия могут включать подписания интернет-петиций, вступления в интернет-сообщества различных организаций без содействия их усилиям, постинг в социальных сетях статусов или сообщений, изменение личных данных или аватаров в социальных сетевых сервисах в качестве «отклика» на то или иное событие.
Объединённая программа ООН по ВИЧ/СПИДу описывает термин «слактивист» как «исходящий из того, что люди, выражающие поддержку некому начинанию несложными действиями, недостаточно вовлечены и не преданы осуществлению реальных изменений».

## Использование термина
Термин, вероятно, был введён Дуайтом Озардом и Фредом Кларком в 1995 году на Cornerstone Festival, с целью сокращения словосочетания «slacker activism», которое относилось к низовой деятельности молодых людей, пытающихся оказать влияние на общество простыми частными действиями (например, посадкой дерева вместо участия в акции протеста). Таким образом, термин первоначально имел положительно-нейтральную коннотацию.
Радиоведущий и политический комментатор Дэн Карлин использовал термин на своём шоу в 1990-х годах и, возможно, именно тогда этот термин обрёл нынешнее значение.
Монти Фан, обозреватель «Newsday», одним из первых использовал данный термин в 2001 году, в статье под названием «On the Net, 'Slacktivism'/Do-Gooders Flood In-Boxes».
Ранний пример использования термина «slacktivism» зафиксирован в статье Барнаби Федера в «New York Times» под названием «They Weren’t Careful What They Hoped For». Федер цитирует Барбару Микельсон со Snopes.com, которая описала мероприятия вроде перечисленных выше. «Это все подпитывается слактивизмом … желанием людей сделать что-то хорошее, не вставая с кресла».
Ещё один случай использования термина «Slacktivism» зафиксирован в книге Евгения Морозова «Интернет как иллюзия. Обратная сторона сети» (2011). В этой книге Морозов связывает эффект «диванного активизма» с экспериментом Колдинга-Йоргенсена, поставленном в 2009 году. Датский психолог по имени Андерс Колдинг-Йоргенсен создал фиктивную Facebook-группу. На странице он разместил объявление с предположением, что городские власти Копенгагена собираются снести исторический фонтан «Сторк». 125 пользователей Facebook присоединились к сообществу в первый день, и число подписчиков неуклонно росло, в конце концов достигнув 27,5 тысяч человек. Морозов раскрывает на этом примере суть слактивизма: «когда затраты на связь низки, группы могут очень легко формироваться». Клэй Ширки аналогично характеризует slacktivism как «до смешного простое формирование групп».

## Критика слактивизма
Безусловно, слактивизм подвергается значительной, порой уничижительной критике. В частности, некоторые утверждают, что за ним стоит предположение, будто все проблемы могут быть легко решены с помощью социальных медиа, и хотя это может быть верно для вопросов местного значения, слактивизм может оказаться неэффективным для решения глобальных проблем.
Критика «диванного активизма» часто связана с идеей, что интернет-мероприятия в принципе не являются эффективными, и/или, что они исключают или уменьшают политическое участие в реальной жизни. Однако, поскольку большинство исследований слактивизма проводились на примере отдельных случаев или кампаний, трудно указать точный процент действий, приведших в итоге к намеченной цели. Кроме того, многие исследователи ограничиваются рассмотрением «диванного активизма» в открытых демократических обществах, тогда как акт выказывания публичной симпатии и поддержки в виде смены аватара или републикации слогана в обществах авторитарных или тоталитарных может требовать значительного мужества и рассматриваться как значимый поступок. Западно-центрический характер критики слактивизма отмечает журналист Кортни Рэдш утверждает, что даже такой низкий уровень причастности был важной формой активности для арабской молодёжи до и во время Арабской весны, поскольку это была доступная им форма свободы слова, искра, способная разжечь пожар в средствах массовой информации, когда тот или иной хештег выходит в топ, и многие современные СМИ при формировании новостной ленты целенаправленно мониторят статистику. «Сила социальных медиа в том, что они помогают сформировать международную повестку и являются одним из способов подрыва монополии государств» — пишет Рэдш и добавляет, что «страхи, будто виртуальный активизм вытеснит реальный, не обоснованы», поскольку они не оказывают ни негативного, ни позитивного влияния на уровень политической активности.
Ключевая опасность слактивизма, по мнению Зигмунда Баумана, в том, что социальные сети, в которых он чаще всего возникает, представляет собой доступную и хорошо доступную форму надзора, которая по объемам предоставляемой информации легко опережает спецслужбы, состоящие из профессионалов в области шпионажа и обнаружения. Это подспорье для новоизбранных диктаторов и тиранических режимов, и борьба может разгореться между теми, кто сможет не только формировать, но и контролировать общественное мнение. В частности, Бауман приводит пример огромной китайской армии блогеров, которым платят по 50 центов за каждую проправительственную публикацию (отчего их называют еще «партией пятидесяти центов»). Предполагается, что любой негативный отзыв о действиях властей моментально высмеивается и опровергается ими.
Таким образом, социальные сети представляют своего рода интеллектуальную западню, в которой формируются принципы участия, но как такового реального участия не происходит. Напротив, органы правопорядка оперативно могут устранять лидеров протестных выступлений, в том числе силовыми методами. В конечном счете социальные медиа являются миражом демократических институтов выражения свободы слова и волеизъявления, в действительности же все протестные акции и выступления формируются посредством традиционных инструментов: телефонный обзвон, квартирный обход и т. д.
Рост слактивизма ведёт к закату технократии, то есть организационной структуры или системы управления, где лица, принимающие решения, предварительно отбираются на основе технологических знаний. В новой реальности почти каждый может принять участие в процессе принятия решений и претворения их на практике. Цифровой активизм, таким образом, есть проводник социального равенства. Например, Джон Кин называет этот процесс мониторинговой демократией, которая представляет собой разновидность «постэлекторальных» политики и правительства, определяемых быстрым ростом разных типов внепарламентских механизмов контроля власти.
В то же время, Мика Уайт утверждает, что хотя «диванный активизм» это самый простой способ участие в каком-либо преобразовании, ощущения новизны от онлайн-активизма постепенно утрачивается, по мере того как человек начинают осознавать, что такая форма соучастия не приносит практически никакого эффекта, и это, в свою очередь, может вселить разочарование во всех формах активности.
Малкольм Глэдвелл в газете Нью-Йоркер (октябрь 2010 года) нападает на тех, кто сравнивает «революции» в социальных медиа с фактической активностью, которая бросает реальный вызов существующему порядку. Он утверждал, что современные социальные кампании в средствах массовой информации не могут сравниться с настоящим, сопряжённым с высоким риском активизмом, происходящим «на земле», таким как сидячие забастовки в Гринсборо. Глэдвелл далее пишет:

Как в своё время писал историк Роберт Дарнтон, «чудеса коммуникационных технологий нашего времени производят ложное впечатление о прошлом — вплоть до представления, будто эти технологии не имеют предыстории, или что до появления телевидения и Интернета не происходило ничего важного». Но есть и другой повод задуматься по поводу неуёмного энтузиазма в отношении социальных медиа. Всего через пятьдесят лет после одного из самых экстраординарных социальных потрясений в американской истории мы, кажется, вообще забыли, что такое настоящий активизм.

Исследование 2011 года среди студентов колледжа показало лишь небольшую положительную корреляцию между теми, кто увлекался политикой онлайн (на Facebook) и теми, кто занимался ей в офлайне.
Брайан Даннинг в подкасте 2014 года Slactivism: повышение уровня информированности, утверждает, что интернет-деятельность, связанная с «диванным активизмом», является в лучшем случае пустой тратой времени, а в худшем — способом «украсть миллионы долларов из кресла активистов, под предлогом пожертвований реальных денег якобы полезные дела». Он утверждает, что большинство слактивистких кампаний «основаны на неверной информации, ненаучны, а в половине случаев вообще являются мистификациями».
Даннинг использует нашумевшую историю с фильмом «Кони 2012» как пример того, как слактивизм может быть использован как способ эксплуатации. Создатели фильма призывают поймать угандийского сектанта и военного преступника Джозефа Кони «до конца 2012 года» и при этом предлагают зрителям перечислять деньги им, а не африканским правоохранительным органам. Через четыре месяца после выхода фильма в прокат организация Invisible Children, создавшая его, сообщила о $31,9 миллионах выручки. Деньги в итоге были использованы не столько для того, чтобы остановить Кони, но скорее, чтобы сделать ещё один фильм об остановке Кони. Даннинг утверждает, что в этих фильмах, разъясняющих опасность Кони, не было никакого смысла, поскольку службы безопасности, в компетенции которых входит поимка Кони, и так прекрасно осведомлены о его преступлениях, и в течение многих лет делают всё возможное для его поимки, без привлечения общественного внимания к его персоне.
Даннинг делает оговорку, что слактивистские кампании всё же, как правило, более качественны. В качестве положительного примера он приводит онлайн-ресурс Change.org. Сайт содержит сотни тысяч петиций. Пользователь, подписывающий такую петицию, чувствует удовлетворение, но эти петиции не обязательны к рассмотрению кем-либо, принимающем решения и, как правило, не влекут за собой каких-либо серьезных изменений. Даннинг предлагает: прежде чем делать пожертвование, или даже просто ставить «лайк», следует разобраться в проблеме и выяснить, кто организатор кампании, чтобы исключить неверную атрибуцию, преувеличения или дезинформацию.
Примером кампании против «диванного активизма» может служить рекламная кампания «„Лайки“ не помогают», устроенная международной рекламным агентством Publicis Singapose для благотворительной организации Crisis Relief Singapore (CRS). В центре кампании — образ человека, которому требуется помощь, в окружении множества людей, держащих большие пальцы вверх, и подпись «„Лайки“ не помогают». Хотя кампания не была слишком успешной, она заставила многих задуматься о своих привычках.

## Защита «диванного активизма»
В ответ на статью Гладуэлла в Нью-Йоркере с критикой слактивизма (см. выше) Мирани заявил, что тот может быть прав, если под активизмом понимать только сидячие забастовки, и ещё более радикальные действия, вроде столкновений с полицией. Однако, если активностью считать также пробуждение гражданского сознания людей во всём мире, то революцию действительно можно распространять по Твиттеру, в хештегах, и через YouTube. В марте 2012 года в Financial Times появилась статья Мэттью Грина, в которой утверждалось, что усилия слактивистов, направленные на борьбу с Господней армией сопротивления и вылившиеся в фильм Кони 2012 «принесли больше результата с их 30-минутным видео, чем батальоны дипломатов, сотрудников неправительственных организаций и журналистов со времён начала конфликта 26 лет назад». Слактивисты играют центральную роль в распространении информации о протестных акциях.
Несмотря на негативную окраску термина, в исследовании 2011 года, проведённом в Джорджтаунском университете и озаглавленном «Динамика причинности вовлечения» было установлено, что так называемые «слактивисты» действительно «имеют больше шансов совершить значимые действия». Примечательно, что «слактивисты более чем вдвое активнее, чем люди, которых нельзя отнести к таковым», и их действия «имеют более высокий потенциал влияния на других». Приводятся преимущества слактивизма в достижении конкретных целей как безопасного, дешёвого и эффективного средства организации дружественных сообществ. «Социальные чемпионы» имеют возможность оказывать прямое воздействие на средства массовой информации и получая возможность конвертировать свои публичные дискуссии в экономические, социальные или политические преобразования. Разделяющий эту точку зрения Эндрю Леонард, собкор издания Salon, который опубликовал статью об этике эпохе смартфонов и как мы их используем. Хотя при их производстве нарушаются права человека, Леонард рекомендует использовать смартфоны на том основании, что технологии, которые они предоставляют могут быть использованы в качестве средства для изменения проблемной ситуации с их изготовлением. Умение общаться быстро и в глобальном масштабе позволяет распространять знания, в том числе об условиях труда на производстве, и в результате массовое производство смартфонов способствует глобализации. Леонард утверждает, что телефоны и планшеты могут стать эффективным инструментом в осуществлении преобразований через слактивизм, потому что они позволяют распространять знания, делать пожертвования, и более эффективно доносить различные мнения по важным вопросам.
Другие сторонники слактивизма придерживаются умеренно оптимистического взгляда на это явление, признавая наличие «подводных камней» на пути с цифровой форме протеста. Зейнеп Туфекси, доцент университета Северной Каролины и преподаватель Центра Интернета и общества Беркмана, проанализировала потенциал влияние слактивизма на коллективные групповые действия в различных социальных движениях. Она признает, что цифровой активизм — это мощный инструмент для социальных и политических движений, он является эффективным средством, позволяющим резко поднять потенциал протеста. Тем не менее, она отмечает и обратную сторону «диванного активизма», который просто может не выйти на уровень реального протеста, необходимого для того, чтобы перемены состоялись.

## Типы «диванного активизма»

### Кликтивизм
Термин «кликтивизм» (clicktivism) иногда используется для описания активистов, использующих социальные медиа для организации протестов. Это позволяет организациям оценивать успешность протеста путём подсчёта «кликов» по их петиции или другому призыву к действию. Например, Британская группа UK Uncut использует твиттер и другие веб-сайты, чтобы организовывать акции протеста и прямого действия против компаний, обвиняемых в уклонении от уплаты налогов. Это завязано на слактивизм в том смысле, что он просто заменяет старые способы координации протеста (телефон, сарафанное радио, листовки и т. д.) и на самом деле подразумевают реальную жизнь, физический протест. С другой стороны, под кликтивизмом часто понимают одну из форм малоэффективного или неэффективного слактивизма, такого как подписание петиций онлайн или подписания и отправки шаблонных электронных писем политикам или главам корпораций.
За кликтивизмом стоит идея о том, что социальные медиа предоставляют быстрый и простой способ продемонстрировать поддержку той или иной организации или инициативе. Основным направлением деятельности организации становится получение максимальной поддержки со стороны её членов и наблюдателей, при уменьшении непосредственных обращений за этой поддержкой.
Феномен кликтивизма также может быть продемонстрирован путём наблюдения за успехом кампании, выраженном в количестве «лайков». Кликтивизм стремится к статистической, количественной поддержке, присутствию и распространению без акцента на реальное участие. «Лайканье» фото на Facebook или подписание петиции само по себе символично, поскольку оно демонстрирует, что человек в курсе ситуации, и его собеседники и оппоненты исходят из этого предположения, а также получают некоторую информацию о его точке зрения.
Критики кликтивизма заявляют, что это новое явление превращает общественные движения в подобия рекламных кампаний, в которых разные сообщения оцениваются по показателю кликабельности или результатам А/B-тестирования. Для улучшения этих показателей сообщения сокращаются, дабы сделать их «запросы легче, а действия проще». Это, в свою очередь, сводит социальных действия к простому набору подписчиков вместо поиска единомышленников.

### Благотворительный слактивизм
Благотворительный слактивизм можно охарактеризовать как действия в поддержку какого-либо начинания, выраженные в небольшом усилии со стороны индивида. Примеры онлайн-благотворительного слактивизма включают публикацию в Facebook статусов в поддержку какого-либо дела, «лайки» благотворительных организаций на Facebook, соответствующие твиты и ретвиты в Твиттере, подписание Интернет-петиций, а размещения и публикация видео на YouTube. Можно утверждать, что слактивист-благотворитель ставит «лайк» не для того, чтобы помочь нуждающемуся, но чтобы почувствовать себя лучше от иллюзии помощи человеку или участия в разрешении кризисной ситуации. Эта схема поведения становится всё более популярной у пользователей социальных медиа, поскольку для оказания такой «помощи» никуда не нужно ходить, и даже не требуется знакомства или общения с нуждающимся.
Примеры подобной благотворительности в офлайновом режиме включают в себя браслеты и другую атрибутику в поддержку инициативы, таких как браслет Армстронга, а также наклейки на бампер и мобильные пожертвования.
Примером благотворительного слактивизма часто называют мировую реакцию на землетрясение на Гаити в 2010 году. Красному Кресту удалось собрать 5 миллионов долларов за 2 дня с помощью смс-пожертвований. Социальные сети использовались, чтобы распространить информацию о землетрясении. На следующий день после землетрясения Си-Эн-Эн сообщила, что четыре темы из топ-твиттера были связаны с Гаитянским землетрясением.

### Благотворительность как побочный результат потребления
Установлено, что акт потребления, например приобретения продукции, в цену которой заложена небольшая благотворительная часть, более привлекателен для потребителя, а следовательно, выгоден для продавца. В некоторых случаях дополнительно собранные средства распределяются по различным подразделениям в рамках одного фонда, который в теории направляет их на некие достойные дела. Критики, как правило, отмечают непрозрачность и неэффективность такой благотворительности. Примером может служить продукция компании Product Red: потребители могут приобретать красные варианты обычных товаров, доля выручки с которых направляется на борьбу со СПИДом.

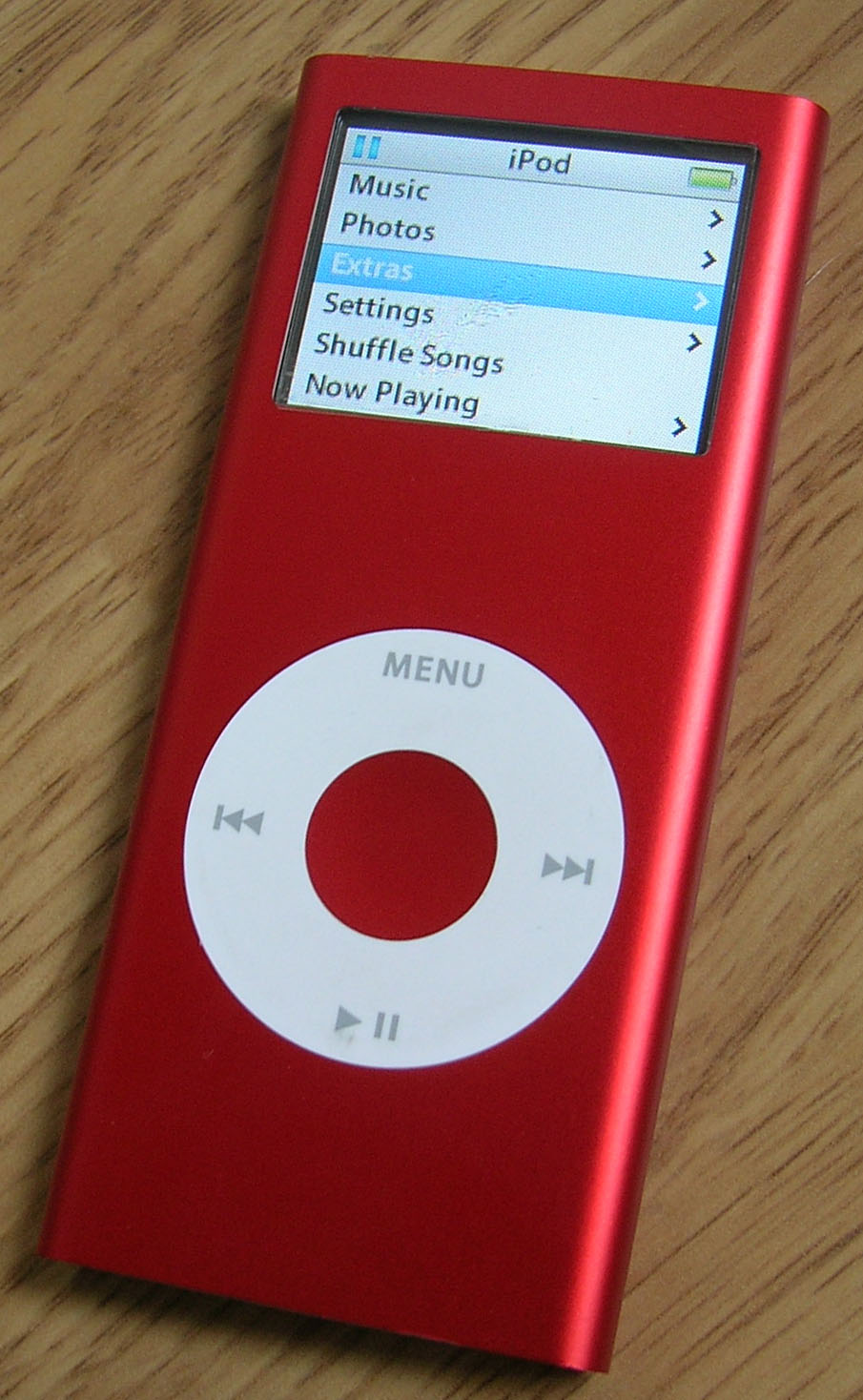
Красный iPod nano, пример благотворительности через потребление

Слактивист также может приобрести продукт компании, имеющей репутацию благотворителя; это второй способ поддержать какую-то инициативу. Например, он может купить мороженое Ben & Jerry’s, потому что основатели инвестируют в защиту детей или жертвуют на социальные и экологические нужды.

### Политический слактивизм
Некоторые формы слактивизма ориентированы на политику, например, на получение поддержки для президентской кампании, или подписание интернет-петиций с целью оказания влияния на правительство.
Сайт онлайн-петиций Change.org объявил, что подвергся нападению китайских хакеров и «обвалился» в апреле 2011 года. Создатели сайта заявили, что тот факт, что хакеры «почувствовали необходимость обрушить сайт, должен рассматриваться как свидетельство быстро растущей популярности Change.org на примере одной из петиций: в поддержку освобождения Ай Вэйвэя», известного китайского правозащитника, арестованного властями в апреле 2011 года. Ай Вэйвэй был отпущен на свободу 22 июня того же года, что было расценена владельцами Change.org как победа своей онлайн-кампании.

### Сочувственный слактивизм
Сочувственный слактивизм можно наблюдать в социальных сетях, таких как Facebook, где пользователи могут «лайкать» статусы поддержки пострадавших или нуждающихся людей, а также «мимимишные» картинки. Другим типичным действием в рамках этого типа слактивизма является изменение фотографии профиля, с целью демонстрации френдам и подписчикам небезразличие к тому или иному событию.
В сочувственном слактивизме часто задействованы образы маленьких детей, животных, нуждающихся людей. Эти образы внушают доверие к разместившему их, что повышает шансы кампании добиться успеха, дольше оставаясь в памяти наблюдателей. Использование образов детей вообще наиболее эффективный способ охвата аудитории, поскольку большинство взрослых не смогут проигнорировать нуждающегося.
Пример сочувственного слактивизма является кампания «Vi Gillar Olika» («Нам нравятся разные»), проведённая шведской газетой «Афтонбладет». Кампания была запущена против ксенофобии и расизма, ставших горячей темой в Швеции в 2010 году. Центральным образом кампании стала открытая рука с текстом «Vi Gillar Olika», — значок, который был ранее использован в кампании против преследований.
Другим примером может служить добавление пользователями Facebook норвежского флага к своим фотографиям после терактов 2011 года, в которых погибли 77 человек. Эта кампания получила внимание от шведской умеренной партии, призвавшей своих сторонников обновить свой профиль в социальной сети.

## Примеры

### Кони 2012
«Кони 2012» — кампания, запущенная фондом Invisible Children в виде 28-минутного видео об опасности, грозящей африканским детям от рук Джозефа Кони, лидера секты «Господня армия сопротивления». Сектанты, по утверждению авторов фильма, похитили в общей сложности почти 60 000 детей, превращая мальчиков в фанатиков, а девочек в секс-рабынь.
Кампания была экспериментальной, с целью проверки, может ли онлайн-видео распространиться настолько, чтобы сделать военного преступника Джозефа Кони по-настоящему известным. Фильм стал самым быстрорастущим вирусным видео всех времён, достигнув 100 миллионов просмотров за 6 дней, осведомлённость населения всего мира о личности Кони выросла беспрецедентно.
Эта кампания также продемонстрировала возможности благотворительного слактивизма из-за способа, которым многие зрители откликнулись. Успех кампании был обусловлен в основном количеством людей, просмотревшим видео, а не сделавшими пожертвование. После просмотра видео многие зрители почувствовали потребность принять какие-то меры. Однако для многих эта потребность вылилась в публикацию видео и другое нематериальное выражение поддержки.
Как написала Сара Кендзиор из «Аль-Джазиры»:

«Видео, кажется, воплощают этос слактивиста: зрители, не вникая в сложный иностранный конфликт, чувствуют себя его героями, посмотрев видео, купив браслет или повесив плакат. Защитники кампании Invisible Children возражали, настаивая, что их желание поймать Кони было искренне, их эмоциональная реакция на фильм подлинна — и, что само число сторонников, призывающих к поимке Джозефа Кони, являет собой значимый сдвиг в правозащитной деятельности».
Кони до сих пор не пойман.

### Похищение школьниц в Чибоке

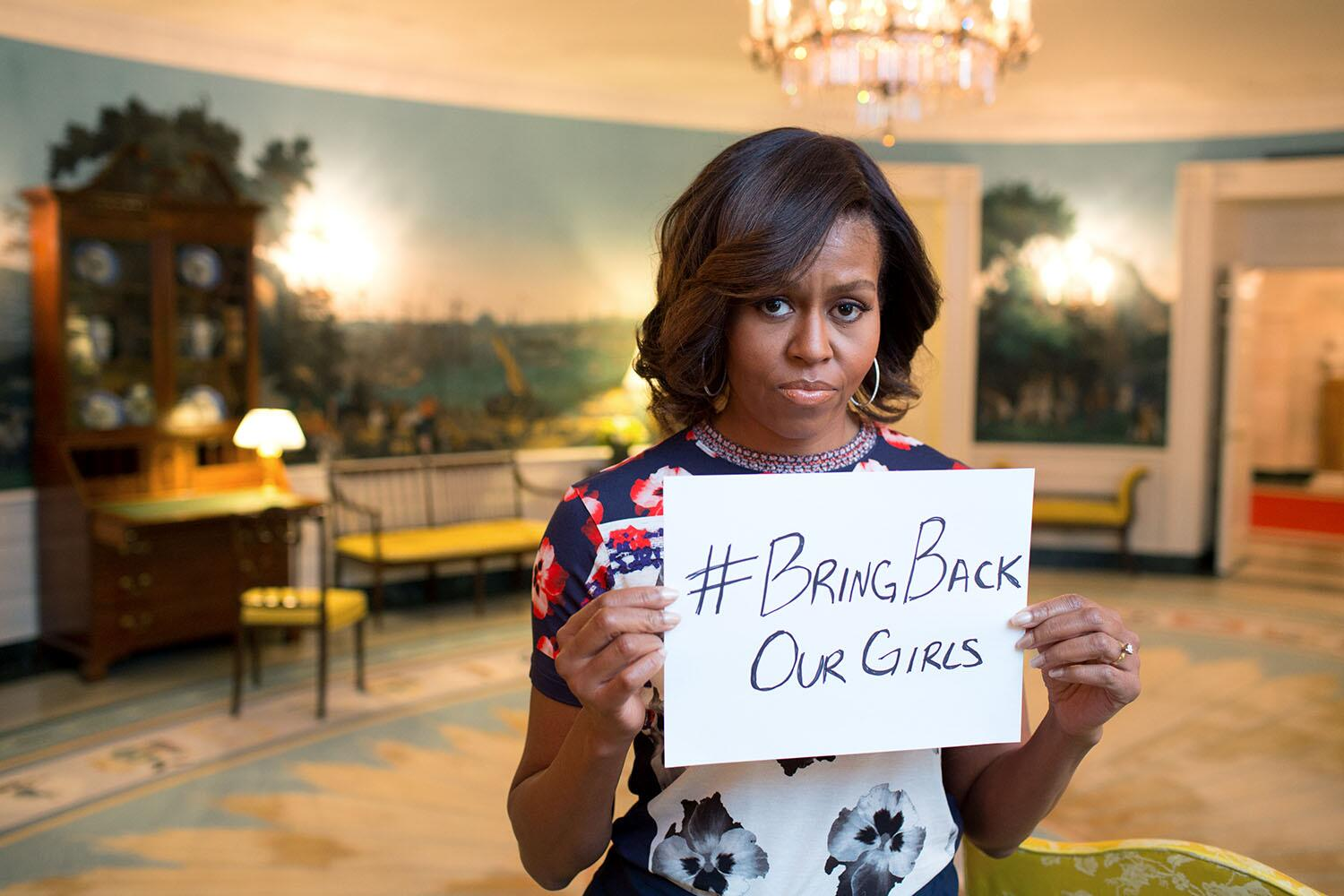
Мишель Обама с табличкой «Верните наших девочек»

В течение нескольких недель после похищения сотен школьниц организацией «Боко Харам» в апреле 2014 года, хештег #BringBackOurGirls вышел в глобальный тренд в Твиттере, продолжил распространение и к 11 мая привлёк 2,3 млн твитов. Один такой твит пришел от первой леди Соединённых Штатов, Мишель Обама, державшей в руках табличку с хеш-тегом. Это фото она выложила на своей официальной странице в Твиттер, помогая распространению информации о похищениях. Аналитиками были проведены параллели между кампанией #BringBackOurGirls и кампанией по поимке Кони 2012 года. В результате на эту кампанию тоже был навешен ярлык слактивизма, поскольку первые недели и месяцы прошли без прогресса в деле возвращения похищенных девочек.
По словам Мкеки Мута, дяди одной из похищенных девочек:

Есть такая пословица: «дела говорят громче слов». Лидеры со всего мира вышли и сказали, что помогут вернуть девочек, но сейчас мы ничего не слышим. Хочу спросить: почему? Они что, и не собирались ничего делать, даже то, что всем наобещали? Просто выходит, что это была такая политическая игра, а судьба девочек их на самом деле не беспокоит.

В течение последующего года лишь считанные единицы из похищенных девушек были найдены — в частности, они самостоятельно сбежали из лагерей, где их насиловали регулярно и продавали «в жены».

### Жестокое обращение с кошками 2014
В 2014 году, отчасти благодаря Twitter, изображение лаборатории со множеством кошек, привязанных к устрашающим на вид стеллажам, было опубликовано с подписью: «Ретвит, если ты говоришь НЕТ испытаниям на животных». Более 5000 человек распространили сообщение, не подозревая, что снимок является поддельным. Мистификатор взял фото из новостного сайта Gainesville Sun. Изображённые кошки на самом деле были спасены от жестокого кошатника.